# スマイル大山号
スマイル大山号（スマイルだいせんごう）は鳥取県西伯郡大山町で運行されている予約制乗合タクシー。自家用自動車（白ナンバー）による有償運送路線である。運行は日興タクシーに委託されている。

## 歴史
大山町では、日本交通による路線バス（事業用自動車（緑ナンバー）による運送）、日興タクシー・中山タクシーに委託して大山町営巡回バス（自家用自動車（白ナンバー）による有償運送）を運行していた。しかし、利用客の減少などを理由に、日本交通の路線バスのうち、大山口駅 - 佐摩 - 別所 - 香取 - 草谷上線、大山口駅 - 佐摩 - 別所 - 種原集会所前 - 大山寺線と巡回バスは2012年3月31日をもって運行終了となった。
同年4月2日からはその路線バス・巡回バスに代わり、乗合タクシーによるスマイル大山号（自家用自動車（白ナンバー）による有償運送）として、予約制（デマンド方式）による運行に変更された。

## 特徴
- 事前に大山町役場企画情報課・大山支所総合窓口課・中山支所総合窓口課・保健センターなわへ利用登録が必要となる。
- 集落（集会所など378箇所）と目的地（医療機関や商店、金融機関、役場、JRの駅や主なバス停など51箇所）の相互間、または目的地と目的地の相互間を結ぶ。
- 基本的に、集落から1日6回、目的地から1日7回出発する。
- 運賃はゾーン制（500円 - 1,500円）。
  - 回数券 2,500円券（500円券の6枚綴り）
- 鉄道路線とは中山口駅・下市駅・御来屋駅・名和駅・大山口駅（山陰本線）で接続している。
- バス路線とは下市入口・大山町役場前・庄内農協前・大山口駅・佐摩・大山寺（日本交通）、妻木晩田遺跡（どんぐりコロコロ）で接続している。なお、佐摩で乗り継ぐ場合に限り、乗り継ぎ割引の制度がある。
- 日曜日・祝日及び12月29日 - 1月3日は運休。
- 運行は日興タクシーに委託されている。

## 運行車両
- 日産自動車のリーフ5台で運行されている。中国地方最高峰である大山があり、自然環境を守るために電気自動車が導入された。